# Liste des évêques de León
Ne doit pas être confondu avec Liste des évêques de Léon.

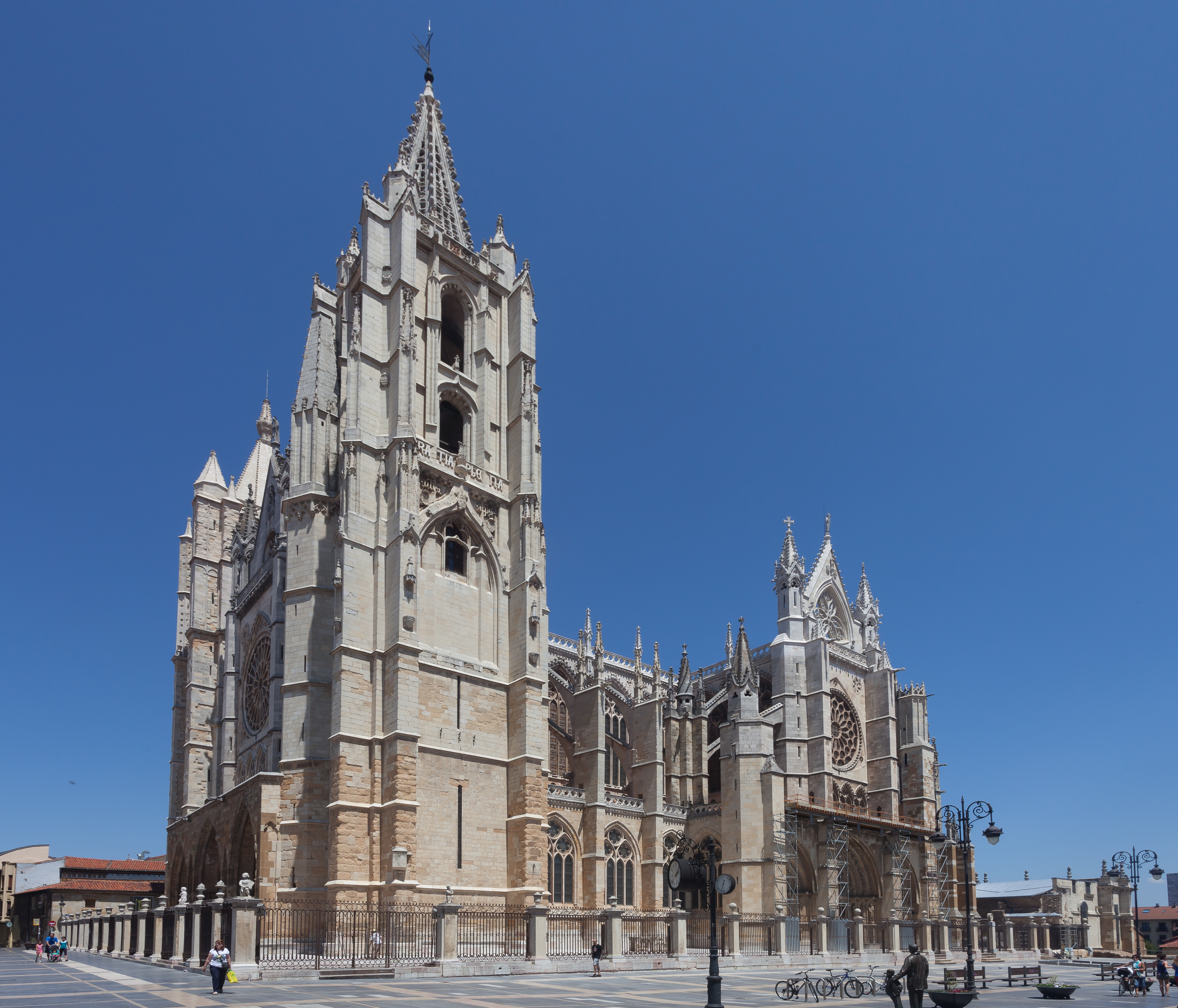
La cathédrale de León.

Cette page liste les prélats qui ont été évêques de León, en Espagne.
- Basilides (es), (avant 254, déposé)
- Savino (à partir de 254)
- Decencio (es) (vers 315)
- Suntila (792)
- Quintila (811-820)
- Cixila I (853-855)
- Frunimio I (860-875?)
- Pelayo I [saint] (875-878)
- Maure (878-899)
- Vincent (es) (899-900)
- Froilan (es) [saint] (900-904)
- Sisenando I (905-914?)
- Cixila II (914-928?)
- Frunimio II (928?)
- Oveco Núñez (es) (928-950)
- Gonzalo (951-966)
- Velasco (966-969) (1re élection)
- Rodrigo (970)
- Velasco (970-973) (2e élection)
- Sisnando II (973-981)
- Fortis (981)
- Sevariego (982-992)
- Froilan II (992-1006)
- Nuño (1007-1026)
- Servando (1026-1040)
- Cipriano [saint] (1040-1057)
- Alvito (es) [saint] (1057-1063)
- Jimeno (1063-1065)
- Pelayo Tedóniz (1065-1085)
- Arias Vimaraz (?)
- Sebastián (1086)
- Pedro (1087-1112)
- Diego (1112-1130)
- Mauricio de Braga (1112-11..)
- Arias II (1130-1135)
- Pedro Anayaz (1135-1139)
- Juan Albertino (1139-1181)
- Manrique de Lara (1181-1205)
- Pedro Muñoz (1205-1207)
- Pelayo III. (1207-1208)
- Rodrigo Álvarez (1208-1232)
- Martín Alonso (1232-1234)
- Arnaldo (1234-1235)
- Juan (1237-1238)
- Martín Arias (1238-1242)
- Nuño Álvarez (1242-1252)
- Martín Fernández (1254-1289)
- Fernando (1289-1301)
- Gonzalo Osorio Villalobos (1301-1313)
- Juan Soares (1313)
- Juan Fernández (1316)
- Piusfortis (1317)
- García de Ayerve (1319-1332)
- Juan del Campo (1332-1344)
- Diego Ramírez de Guzmán (1344)
- Pedro Raimundo (1354)
- Pedro de Barreira (1360-1361)
- Pedro de Uxua (1361)
- Alfonso (1375-1376)
- Juan Ramírez de Guzmán (1376-1378)
- Fernando (1378-1380)
- Aleramo (1382-1401?)
- Alonso de Argüello (es) (1403-1415), nommé ensuite évêque de Palencia
- Álvaro Núñez de Isorna (es) (1415-1418), nommé ensuite évêque de Cuenca
- Juan Rodríguez Villalón (1418)
- Alonso de Cusanza (es) (1424-1435)
- Giovanni Berardi (1435-1437), in commendam
- Juan de Mella (1437–1440)
- Juan de Pontibus (vers 1446)
- Pedro Cabeza de Vaca (1448-1459)
- Fortún Velázquez de Cuéllar (1460)
- Juan de Torquemada, O.P. (1460 - 1463), nommé ensuite évêque d'Orense
- Antonio Jacobo de Véneris (1464 - 1469), nommé ensuite évêque de Cuenca
- Rodrigo de Vergara (es) (1469 - 1478), assassiné
- Luis de Velasco (1478 - 1484)
- Íñigo Manrique de Lara (1484 - 1485), nommé ensuite évêque de Cordoue
- Alonso de Valdivieso (1486 - 1500)
  - Juan de Marquina (es) (1500 - 1500), évêque élu
- Francisco des Prats (1500 - 1504)
  - Juan de Vera (1505 - 1507), administrateur apostolique
  - Francesco Alidosi (1508 - 1511), administrateur apostolique
  - Luis de Aragón † (1511 - 1516), administrateur apostolique, démis de ses fonctions
- Esteban Gabriel Merino (1516 - 1523), nommé ensuite évêque de Jaén
- Pedro Manuel (1523 - 1534), nommé ensuite évêque de Zamora
- Pedro Álvarez de Acosta (es) (1535 - 1539), nommé ensuite évêque de Osma
- Fernando Valdés Salas (1539 - 1539), nommé rapidement évêque de Sigüenza
- Sebastián Ramírez de Arellano (es) (1539 - 1542), nommé ensuite évêque de Cuenca
- Esteban Almeida (es) (1542 - 1546), nommé ensuite évêque de Cartagène
- Juan Fernández Temiño (1546 - 1556)
- Andrés de la Cuesta (1557 - 1564)
- Juan de San Millán (1564 - 1578)
- Francisco Trujillo García (1578 - 1592)
- Juan Alonso Moscoso (es) (1593 - 1603), nommé ensuite évêque de Malaga
- Andrés de Casso, O.P. (1603 - 1607)
- Francisco Terrones del Caño (1608 - 1613)
- Alonso González Aguilar (1613 - 1615)
- Juan Llano Valdés (1616 - 1622)
- Juan Molina Álvarez (1623 - 1623)
- Gregorio Pedrosa Casares, O.S.H. (1624 - 1633), nommé ensuite évêque de Valladolid
- Bartolomé Santos de Risoba (es) (1633 - 1649), nommé ensuite évêque de Sigüenza
- Juan del Pozo Horta (es), O.P. (1650 - 1656), nommé ensuite évêque de Segovia
- Juan López de Vega (es) (1656 - 1659), décédé
- Juan Bravo Lasprilla (es) (1660 - 1662)
- Mateo Segade Bugueiro (es) (1662 - 1664), nommé ensuite évêque de Cartagène
- Juan de Toledo (es) (1665 - 1672)
- Juan Álvarez Osorio (1672 - 1680)
- Juan Aparicio Navarro (1680 - 1696)
- José Gregorio de Rojas y Velázquez (es) (1697 - 1704)
- Manuel Pérez Araciel y Rada (1704 - 1714), nommé ensuite archevêque de Saragosse
- José Ulzurrun de Asanza y Civera (1714 - 1718)
- Martín Zalayeta Lizarza (1720 - 1728)
- Juan Fernández Zapata (1729 - 1729), ancien membre de l'université de Valladolid, évêque de Majorque jusqu'en 1729, qui sur le chemin d'occuper son nouveau siège épiscopal de León, est décédé à Aniago la même année « a voulu être enterré sous la tutelle de la Sainte Vierge d'Aniago », comme inscrit sur sa pierre tombale, visible dans la Chartreuse Notre-Dame d'Aniago[1]
- Francisco de la Torre Herrera (1730 - 1735)
- Alfonso Fernández Pantoja (1753 - 1761)
- Pascual de los Herreros (1762 - 1770)
- Baltasar Yusta Navarro (1770 - 1777, nommé ensuite évêque de Cordoue
- Cayetano Antonio Cuadrillero Mota (1777 - 1800)
- Pedro Luis Blanco (1800 - 1811)
- Ignacio Ramón Roda (1814 - 1823)
- Joaquin Abarca y Blaque (1824 - 1844)
- Joaquín Barbajero Villar (1848 - 1863)
- Calixto Castrillo Ornedo (1863 - 1869)
- Saturnino Fernández de Castro y de la Cotera (1875 - 1883, nommé ensuite archevêque de Burgos
- Francisco Gómez-Salazar y Lucio-Villegas (1886 - 1904)
- Juan Manuel Sanz y Saravia (es) (1905 - 1909, nommé évêque de Jaén
- Ramon Guillamet y Coma (es) (1909 - 1913), nommé ensuite évêque de Cordoue
- José Álvarez y Miranda (1913 - 1937)
- Carmelo Ballester y Nieto, C.M. (1938 - 1943), nommé ensuite évêque de Vitoria
- Luis Almarcha Hernández (es) (1944 - 1970)
- Luis María de Larrea y Legarreta (es) (1971 - 1979), nommé ensuite évêque de Bilbao
- Fernando Sebastián Aguilar, C.M.F. (1979 - 1983)
- Juan Angel Belda Dardiñá (1983 - 1987)
- Antonio Vilaplana Molina (1987 - 2002)
- Julián López Martín (es) (2002 - 2020)
- Luis Ángel de las Heras (es) (2020 - )

## Sources et références
: source principale
- (es) Cet article est partiellement ou en totalité issu de l’article de Wikipédia en espagnol intitulé « Anexo:Obispos de León » (voir la liste des auteurs).
- (es) Francisco Trujillo García : La iglesia de León, p. VIII et ss.
- (es) Gil González Dávila : Teatro eclesiastico de las iglesias metropolitanas y catedrales de los reynos de las dos Castillas, tomo I, p. 378 y ss.
- (es) Manuel Risco : España sagrada, vol. XXXIV, vol. XXXV et vol. XXXVI.
- (es) Juan de Dios Posadilla : Episcopologio legionense : biografía de los obispos de León bibliotecadigital.jcyl.es .